# Perklorethylen
Tetraklorethylen. også kendt under det systematiske navn tetrachloroethen eller perchloroethylen ("perc" eller "PERC") og flere andre navn, er et kloreret carbonhydrid med molekylformelen Cl2C=CCl2. Det er en farveløs væske, som bliver brugt i stor udstrækning til tøjrens. Det har en sødlig duft, der kan detekteres ned til koncentrationer på 1 parts per million (1 ppm). I 1985 blev der produceret omkring en million tons på verdensplan.

## Produktion
Michael Faraday syntesiserede tetraklorethylen i 1821 ved termisk dekomponering af hexaklorethan.
C2Cl6 → C2Cl4 + Cl2
Det meste tetraklorethen bliver produceret ved højtemperaturs klorering af korte hydrocarbonkæder. Metoden minder om Faradays metode, da hexaklorethan bliver dannet ved termisk dekomponering. Biprodukter inkluderer Tetraklorkulstof, hydrogenklorid og hexaklorbutadien.
Der er udviklet flere andre metoder til fremstilling af tetraklorethen. Når 1,2-diklorethan bliver opvarmet til 400 °C med klor dannes der tetraklorethen ved den kemiske reaktion:
ClCH2CH2Cl + 3 Cl2 → Cl2C=CCl2 + 4 HCl
Reaktionen kan blive katalyseret af en blanding af kaliumchlorid og aluminiumchlorid eller aktivt kul. Triklorethylen er et stort biprodukt, som bliver separeret ved destillation.
Ifølge en rapport fra 1976 udført af United States Environmental Protection Agency (EPA) var den totale mængde tetraklorethylen, der blev produceret i USA, 320.000 tons. I 1993 var mængden faldet til 123.000 tons per år.

## Anvendelse
Tetraklorethylen er et fremragende solvent til organiske materialer. Derudover er det et flygtigt, meget stabilt og ikke brandbart stof, og det bliver derfor brugt i vid udstrækning til rens. Det kan også bruges til at affedte metaldele i biler og andre metalforarbejdende industrier ofte i en blanding med andre klorcarbon-forbindelser. Ligeledes indgår det i flere forbrugerprodukter, herunder lakfjerner og pletfjernere.

### Historisk anvendelse
Tetrakloroethen blev brugt meget som et intermediat i fremstillingen af HFC-134a og lignende kølemidler. I begyndelsen af 1900-tallet blev tetraklorethen brugt til behandling af hageorm.

## Sikkerhed
International Agency for Research on Cancer har klassificeret tetraklorethen som en Gruppe 2A carcinogen, hvilket betyder at det givetvis er kræftfremkaldende for mennesker. Ligesom mange andre klorerede hydrocarbon-forbindelser er tetraklorethen et depressiv for centralnervesystemet og kan kan komme ind i kroppen gennem luftvejene eller gennem huden. Tetraklorethen opløser fedt fra huden og kan resultere i hudirritation.
Dyrestudier og studier af 99 tvillinger viste "masser af indicier" på at udsættelse for tetraklorethen øger risikoen for at udvikle Parkinsons sygdom ni gange. Studier af større befolkningsgrupper er planlagt.
Ved temperaturer over 315 °C, som ved svejsning, kan tetraklorethylen blive oksideret til fosgen, som er en ekstrem giftig gas. Tetraklorethylen skal derfor ikke holde i nærheden af svejseflammer eller varme overflader.

### Test for eksponering
Eksponering for tetraklorethen kan blive undersøgt ved en vejrtrækningstest, der er analog til en alkoholtest. Da stoffet bliver lagret i kroppens fedt og langsomt bliver frigivet ud i blodet, kan man detektere tetraklorethen i udåndingsluften flere uger efter en stor eksponering. Tetraklorethylen og trichlorinsyre, der er et produkt af nedbrydning af tetraklorethen, kan blive målt i blodet.
I Europa har Scientific Committee on Occupational Exposure Limits (SCOEL) anbefalet, at man ikke skal udsættes for mere end gennemsnitligt 20 ppm over en 8-timers periode og ikke mere end 40 ppm i korte perioder (15 min.) for folk, der arbejder med stoffet.

## Miljøforurening
Tetraklorethen er en almindelig type jordforurening. Med en vægtfylde højere end 1 vil stoffet være til stede i den tunge vandfri fase af væsker, hvis der bliver udledt tilpas store mængder i miljøet. På grund af stoffets mobilitet i grundvand og toksicitet i andre lave områder, samt dets densitet (hvilket får den til at synke ned under grundvandsspejlet), er oprydning af tetraklorethen vanskeligere end for olieudslip. Nyere forskning har fokuseret sanering af jord og grundvand, der foregår på stedet. I stedet for udgravninger eller ekstraktioner over jorden til behandling eller bortskaffelse har man i stedet benyttet kemisk behandling eller biosanering til at fjerne tetraklorethylenforurening. Biosanering har været en succes under anaerobe forhold ved reduktiv deklorering af Dehalococcoides og under aerobe betingelser ved co-metabolisme af Pseudomonas. Delvis nedbrydning af afledte produkter omfatter trichlorethylen, cis-1,2-dichlorethen og vinylchlorid; fuld nedbrydning omdanner tetraklorethylen til ethen og hydrogenchlorid opløst i vand.
Det skønnes at 85 % af den producerede tetraklorethylen frigives til atmosfæren, mens modeller fra OECD antager, at 90 % er frigivet i luften og 10 % til vand. Baseret på disse modeller skønnes det at stoffets spredning i miljøet er i luften (76,39 % - 99,69 %), vand (0,23% - 23,2%), jord (0,06-7 %) og resten i sedimenter og planter. Estimater af levetiden i atmosfæren varierer, men en undersøgelse fra 1987 anslår, at levetiden i luften er omkring 2 måneder på den sydlige halvkugle og 5-6 måneder på den nordlige halvkugle. Produkter fra nedbrydningen af stoffet, der er blevet observeret i laboratoriet indbefatter fosgen , trichloracetylchlorid , hydrogenchlorid , carbondioxid og carbonmonoxid. Tetrachlorethylen nedbrydes ved hydrolyse, og er findes også ved aerobe betingelser. Forbindelsne nedbrydes ved reduktiv deklorering ved anaerobe betingelser og produkter, der dannes ved nedbrydningen, inkluderer trikloroetylen, dichlorethen, vinylchlorid, ethen og ethan.

## Yderligere læsning
- "Toxicological Profile for Tetrachloroethene". Agency for Toxic Substances and Disease Registry. 1997. Arkiveret fra originalen 15. april 2014. Hentet 14. april 2014.
- Doherty, R.E. (2000). "A History of the Production and Use of Carbon Tetrachloride, Tetrachloroethylene, Trichloroethylene and 1,1,1-Trichloroethane in the United States: Part 1 - Historical Background; Carbon Tetrachloride and Tetrachloroethylene". Environmental Forensics. 1 (2): 69-81. doi:10.1006/enfo.2000.0010.